# 阿须镇
阿须乡，是中华人民共和国四川省甘孜藏族自治州德格县下辖的一个乡镇级行政单位。

## 行政区划
阿须乡下辖以下地区：
磨勒村、浪隆村、麦青村、龙真村、真隆村和让尼村。